# Rosanna Piturru
Rosanna Piturru (Genova, 20 luglio 1968) è un'ex modella e giornalista italiana che lavora per Mediaset.

## Biografia
Negli anni '80 intraprende la carriera di fotomodella partecipando a  Miss Italia, nel 1986 come Miss Liguria.  Abbandonata la carriera di fotomodella, nel 1990 diventa giornalista a Primocanale, emittente di Genova, e collabora con l'allora Fininvest per i servizi sportivi. Laureata in lettere moderne, giornalista professionista, nel 1994 viene assunta nella redazione sportiva di Mediaset. Nel 1995 passa alla cronaca e seguirà per i Tg Mediaset l'omicidio di Vincenzo Spagnolo, l'incidente aereo di Genova, il G8 di Genova del 2001, e i principali fatti di cronaca della Liguria. Nel 2010 passa alla testata News Mediaset come capo servizio. Dal novembre 2011 è una delle conduttrici di TGcom24, senza trascurare il ruolo di corrispondente dalla Liguria e realizzando come inviata reportage su i più importanti casi di cronaca e attualità in Italia e all’estero soprattutto nel nord Europa. Dal gennaio 2022 vive a New York 